# Smukwa kosmata

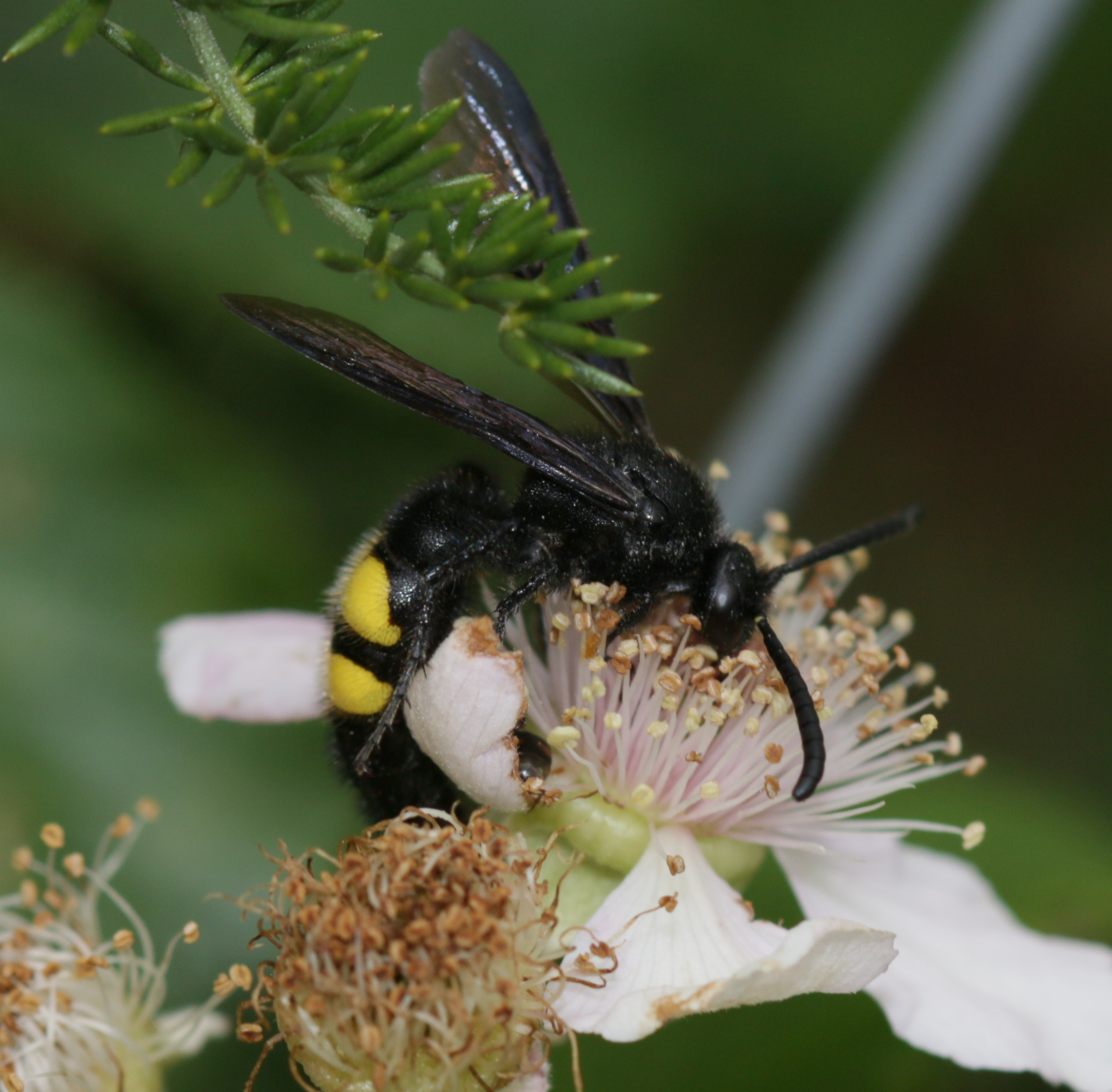
Smukwa kosmata

Smukwa kosmata, smukwa okazała (Scolia hirta) – gatunek uskrzydlonego owada z rodziny smukwowatych (Scoliidae).

## Rozmieszczenie geograficzne
Gatunek palearktyczny. Stwierdzany od zachodniej Europy do środkowej Azji. Występuje rzadko na terenie całej Polski.

## Siedlisko
Stanowiska suche i nasłonecznione, również o skąpej roślinności np.: wydmy, murawy kserotermiczne.

## Morfologia
Imago uskrzydlone o długości 12-25mm. Ciało czarne, błyszczące z szerokimi żółtymi przepaskami na 2 i 3 rzadziej na 4 pierścieniu odwłoka. Skrzydła czarnobrązowe o niebieskawym połysku. Czułki grube, słabo buławkowate. Na całym ciele nastroszone owłosienie.
Gatunek trudny do pomylenia z innym. Podobnym jest smukwa czteroplamkowa (Scolia quadripunctata) jednak różniąca się obecnością czterech plam na odwłoku.

## Cykl rozwojowy i aktywność
Imago daje się obserwować na kwiatach, szczególnie na niebieskich i fioletowych. Okres najintensywniejszych lotów przypada od lipca do września.
Smukwa jest gatunkiem pasożytniczym. Samica składa jaja na larwach innych owadów, które odnajduje w glebie. Żywicielami rozwijającej się larwy smukwy bywają osobniki z rodziny żukowatych (Scarabaeidae) np.: nierówienki (Anomala), kwietnice (Potosia, np. kwietnica okazała), kruszczyce (Cetonia), kosmatki (Epicometes). Samica przed złożeniem jaja paraliżuje larwę żywicielską przez użądlenie. Larwa po wykluciu zjada ciało sparaliżowanej larwy chrząszcza w przeciągu 5-8 dni, potem kończy żerowanie i tworzy beczułkowaty kokon o wymiarach 22 × 8 mm.

## Zagrożenie i ochrona
W związku z zanikaniem siedlisk w Polsce uznana za narażoną na wyginięcie (VU).